# Ampulex assamensis
Ampulex assamensis är en  stekelart som beskrevs av Cameron 1903. Ampulex assamensis ingår i släktet Ampulex och familjen Ampulicidae. Inga underarter finns listade i Catalogue of Life.